# Luchtkoeling
Luchtkoeling is een vorm van koeltechniek waarbij gebruik wordt gemaakt van lucht als koelmiddel. Luchtkoeling wordt vooral toegepast in voertuigen, omdat daarbij gebruik kan worden gemaakt van de rijwind om een beter resultaat te bereiken. Het wordt ook toegepast in elektronica en bij turbines.
Luchtkoeling heeft als voordeel dat een motor licht geconstrueerd kan worden, omdat koelende onderdelen zoals een radiateur, waterpomp, een koelmantel en uiteraard koelvloeistof ontbreken. Nadelen zijn de afhankelijkheid van rijwind en de moeilijkheid om bij meercilindermotoren alle cilinders gelijkmatig te koelen. Voor beide problemen kan geforceerde luchtkoeling een oplossing zijn. Een ander probleem is de beperkte soortelijke warmte van lucht. Om een motor te koelen is relatief veel lucht nodig. Dat is de reden dat luchtkoeling bij motor- en bromfietsen veel vaker wordt toegepast dan bij auto's. 
Strikt genomen worden vrijwel alle voertuigen uiteindelijk door lucht gekoeld. Bij vloeistofkoeling geeft de koelvloeistof zijn warmte uiteindelijk - via de radiateur - af aan de buitenlucht. 

## Rijwindkoeling
Rijwindkoeling wordt vrijwel uitsluitend toegepast bij motorfietsen en bromfietsen, omdat bij deze voertuigen het motorblok in de rijwind ligt. Desondanks wordt luchtkoeling bij motorfietsen steeds minder vaak gebruikt. Enerzijds omdat de hoge vermogens zeer veel koeling vereisen, anderzijds omdat de toepassing van stroomlijnkuipen en multicilinders problemen geven bij een gelijkmatige koeling van de hele motor. Daar komt nog bij dat veel fabrikanten slechts één basismotor ontwikkelen die bij verschillende types (sportmotoren en toermotoren) wordt toegepast. De teruggetunede toerversie zou het wellicht met rijwindkoeling kunnen stellen, maar dat vereist een aparte (dure) ontwikkeling van het motorblok. 
Bij rijwindkoeling worden koelribben toegepast om de belangrijkste onderdelen te koelen. Het gaat hierbij in eerste instantie om het cilinderblok en de cilinderkop. Omdat de cilinderkop vanwege de hierin liggende verbrandingsruimte de meeste warmte ontwikkelt, zijn de koelribben hier groter. Maar ook andere onderdelen kunnen van koelribben voorzien zijn, zoals het deksel van het oliefilter en het carter (vanwege de koeling van de motorolie) en de trommels van trommelremmen.

## Geforceerde luchtkoeling
Geforceerde luchtkoeling wordt toegepast bij motoren waarbij de rijwind niet alle te koelen onderdelen kan bereiken. Dit geldt uiteraard bij luchtgekoelde automotoren. Volkswagen was slechts een van vele merken die luchtgekoelde boxermotoren toepasten die ook nog eens achterin geplaatst waren. Uiteraard kon hier van rijwindkoeling geen sprake zijn. Daarom wordt bij geforceerde luchtkoeling een zeer grote ventilator toegepast. Via een tunnelsysteem blaast deze ventilator lucht naar alle te koelen onderdelen. Deze onderdelen zijn eveneens voorzien van koelribben. Niet alleen bij personenauto's wordt dit systeem toegepast. Ook Magirus-Deutz-vrachtauto's kenden het voor hun grote dieselmotoren. Bij bromfietsen waren vooral diverse modellen van Zündapp, Kreidler en Puch bekend om hun geforceerde koeling.
Ook elektromotoren en  dynamo's worden met behulp van een ventilator van geforceerde of actieve luchtkoeling voorzien. Bij computers is het vaak te vinden in de computervoeding en als processorkoeler.

## Galerij

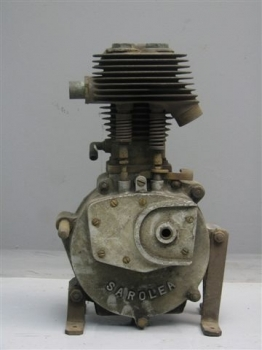
De koelribben worden groter bij de cilinderkop, omdat deze meer warmte ontwikkelt
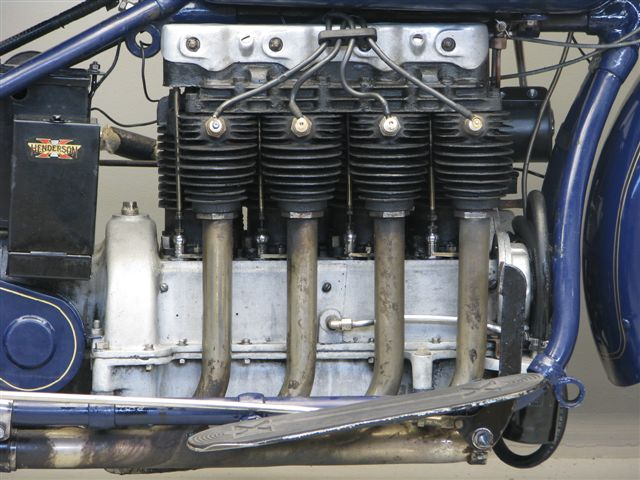
Omdat alle cilinders gelijke koelribben hebben worden de achterste veel warmer, bij gebrek aan rijwind
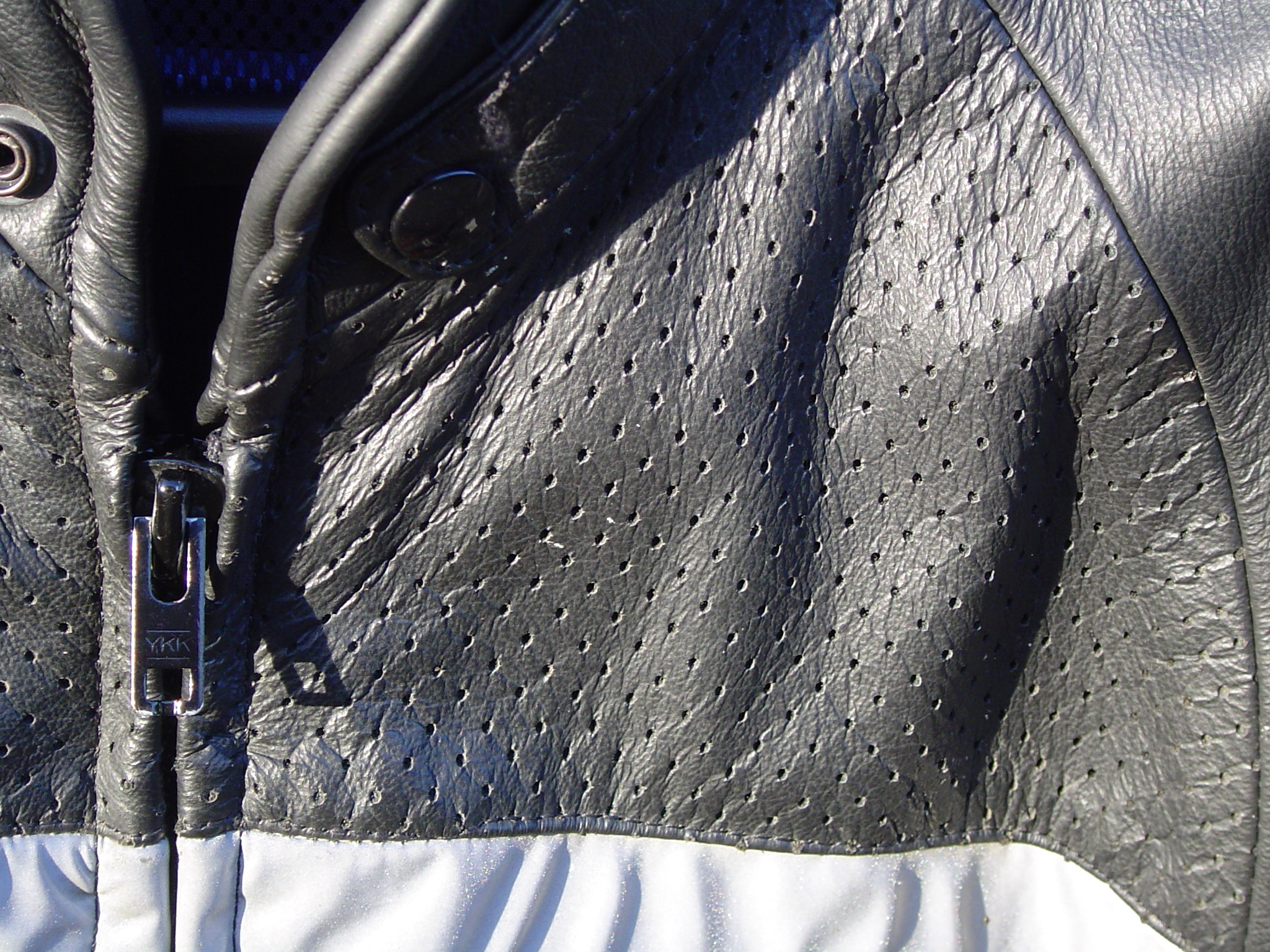
Rijwindkoeling in motorkleding: door de gaatjes in het leer wordt de temperatuur aanmerkelijk aangenamer